# Districte de La Châtre
El Districte de La Châtre és un dels quatre del departament francès de l'Indre a la regió del Centre-Vall del Loira. Té 5 cantons i 58 municipis. El cap del districte és la sotsprefectura de La Châtre.

## Cantons
- cantó d'Aigurande
- cantó de La Châtre
- cantó d'Éguzon-Chantôme
- cantó de Neuvy-Saint-Sépulchre
- cantó de Sainte-Sévère-sur-Indre